# Mi, Belarussi
Mi, Belarussi (en belarús Мы, беларусы; en rus Мы, белорусы; es pot traduir com Nosaltres, els belarussos) és el títol no oficial de l'himne nacional de Belarús, i el primer vers de la seva lletra. Oficialment, Mi, Belarussi es titula Himne nacional de la República de Belarús (en belarús Дзяржаўны гімн Рэспублікі Беларусь i en rus Государственный гимн Республики Беларусь). L'himne fou originalment escrit i adoptat el 1955 pel seu ús a la República Socialista Soviètica de Belarús. La música de l'himne de l'RSS de Belarús fou composta per Niestsier Sakalouski i la lletra fou escrita per Mikhàs Klimkòvitx. Després de la dissolució de la Unió Soviètica es mantingué la música composta per Sakalouski, però se'n descartà la lletra. La nova lletra, escrita per Klimkòvitx i Uladzímir Karizna, fou adoptada segons un decret presidencial emès el 2 de juliol de 2002. Els versos de l'himne actual parlen d'una Belarús amistosa, honorant-ne les batalles militars passades i mirant endavant cap al futur. La música no es canvià a causa de les relacions històriques que manté amb el país.

## Himne de l'URSS de Belarús
Mi, Belarussi fou usat originalment com l'himne de la República Socialista Soviètica de Belarús (en belarús гімн Беларускай Савецкай Сацыялістычнай Рэспублікі; en rus гимн Белорусской Советской Социалистической Республики) des del 24 de febrer de 1955. L'himne original fou compost per Sakalouski i la lletra fou escrita per Mikhàs Klimkòvitx. Fou presentat davant un jurat el 1944, però van caldre 11 anys de modificacions abans que fos adoptat definitivament. Poc després que Belarús esdevingués un país independent, l'himne nacional fou modificat per deixar enrere la lletra de l'era comunista. El 1995 es feu un intent d'adoptar el poema Oh Déu totpoderós de Natàl·lia Arsènnieva com a himne nacional, però la proposició mai tingué èxit malgrat que estava recolzada per un comitè parlamentari.

## Himne de la República de Belarús
L'única menció legal de l'himne nacional d'abans del 2002 és en la Constitució de la República de Belarús. L'Article 19 de la Secció 1 de la constitució diu que «els símbols de la República de Belarús com a estat sobirà són la seva bandera nacional, el seu emblema nacional i el seu himne nacional». La constitució, però, només mencionava l'ús de la bandera, l'himne i l'escut com a símbols nacionals, però cada símbol s'havia de definir per llei. La llei que introduïa l'himne no fou promulgada fins que el Decret presidencial 350 tingué efecte el dia 18 de juliol de 2002, el dia anterior al que Belarús esdevingué independent. L'objectiu principal d'aquest decret era establir la lletra de l'himne i, al mateix temps, introduir-ne la partitura. A més a més, també designava quan, on i com s'havia de tocar l'himne.
Abans de publicar el decret, el president Aleksandr Lukaixenko va escoltar cinc possibles candidats a esdevenir l'himne nacional. Tres d'aquest cinc –entre ells el que finalment fou escollit– utilitzaven la música composta per Sakalouski i començaven la lletra per "Mi, Belarussi". Segons el diari Sovétskaia Belorússia, el president Lukaixenko va pronunciar-se el 12 de juny de 2002, i escollí que la primera exhibició de l'himne fos el 3 de juliol, Dia de la Independència de Belarús i aniversari de la data de quan el 1944 la Wehrmacht fou foragitada de Minsk per l'Exèrcit Roig. Finalment, però, la primera interpretació va tenir lloc el 2 de juliol en un concert organitzat pel govern com a part de les celebracions del Dia belarús de la Independència.
Belarús no tenia cap himne anterior al que fou adoptat durant l'era soviètica. Quan Lukaixenko va publicar el seu decret seleccionant el nou himne nacional es van fer pocs canvis a l'himne de l'era soviètica: es van eliminar les referències a Rússia, al Partit Comunista de la Unió Soviètica i a Lenin, però es va mantenir el tema general de l'«amistat dels pobles» i la música original de Sakalouski. El govern va decidir mantenir aquesta darrera per tal de no trencar la continuïtat històrica, i també per la seva qualitat musical. Després que s'adoptés l'himne nacional, el procés d'adopció dels símbols nacionals ja estava complet.

### Reacció
L'ONG Freedom House, en un informe sobre Belarús que publicà el 2003 (Country Report of Belarus, pàgina 125), comentà que el president Lukaixenko havia «reintroduït els símbols estatals antigament usats per la República Socialista Soviètica de Belarús. El 2002, el president aprovà una versió estilitzada de l'himne de l'era soviètica Mi, Bielarussi (Nosaltres, belarussos) com a nou himne nacional del país». En l'informe també es mencionà la prohibició de Lukaixenko d'usar els símbols que s'usaven anteriorment des de la independència de Belarús el 1991: l'escut del Pahónia i la bandera blanca-vermella-blanca, símbols que el president afirmava que s'associaven amb el feixisme perquè el Consell Central Belarús pronazi els feia servir durant la II Guerra Mundial. El 2003, el Dr. Taras Kuzio va escriure a Radio Free Europe que el president «Lukaixenko és el patriota soviètic belarús per excel·lència que presideix un règim estancat en la nostàlgia soviètica». També postulà que els motius tant de Rússia com de Belarús per recuperar els símbols de l'era soviètica eren principalment per sobreposar-se a aquesta nostàlgia.

### Regulació
L'himne ha de ser reproduït amb la lletra i melodia establertes per la llei. Els canals de televisió i emissores de ràdio que són propietat de l'estat han d'emetre'l cada dia a les sis del matí (quan comencen) i també quan tanquen (normalment cap a mitjanit). L'himne també pot ser reproduït en certes ocasions, tals com trobades governamentals, esdeveniments esportius i inauguracions presidencials. Mentre l'himne està sonant els ciutadans han de quadrar-se, i aquells que duguin uniforme policial o militar han de fer la salutació militar.

## Altres cançons
Un dels temes preferits en el concurs per esdevenir himne oficial era el poema Маладая Беларусь (Jove Belarús), de Ianka Kupala. El poema, però, mai fou acompanyat d'una composició musical, per la qual cosa no va poder ser escollit com l'himne nacional.
Belarús i Rússia han treballat per establir vincles més propers i, com a resultat, s'ha proposat la creació de la Unió de Rússia i Belarús (o Estat de la Unió). Quan esdevingui una realitat, els dos països podran mantenir els seus propis símbols nacionals, encara que s'ha proposat un himne no oficial per a la Unió, la cançó Unió Sobirana de les Nacions (en belarús Дзяржаўны саюз народаў, en rus Державный союз народов). Aquesta peça musical, derivada de l'himne nacional de la Unió Soviètica, parla d'una unió més àmplia entre les dues nacions.
Alguns immigrants belarussos consideren Vaiatski marx (La marxa dels soldats) i Màhutni Boja (Oh Déu totpoderós) com el seu himne. El primer dels dos era l'himne oficial de la República Nacional Belarussa –un estat creat el 1918 durant l'ocupació alemanya que només durà 10 mesos– i el segon és un himne usat per aquells qui s'oposen al govern de Lukaixenko.

## Lletra oficial

### Belarús
| Kirylica | Łacinka | Transcripció AFI |
| Мы, беларусы – мірныя людзі, Сэрцам адданыя роднай зямлі, Шчыра сябруем, сілы гартуем Мы ў працавітай, вольнай сям’і. Прыпеў: Слаўся, зямлі нашай светлае імя, Слаўся, народаў братэрскі саюз! 𝄆 Наша любімая маці-Радзіма, Вечна жыві і квітней, Беларусь! 𝄇 Разам з братамі мужна вякамі Мы баранілі родны парог, У бітвах за волю, бітвах за долю Свой здабывалі сцяг перамог! Прыпеў Дружба народаў – сіла народаў – Наш запаветны, сонечны шлях. Горда ж узвіся ў ясныя высі, Сцяг пераможны – радасці сцяг! Прыпеў | My, biełarusy – mirnyja ludzi, Sercam addanyja rodnaj ziamli, Ščyra siabrujem, siły hartujem My w pracavitaj, volnaj siamji. Prypiew: Sławsia, ziamli našaj śvetłaje imia, Sławsia, narodaw braterski sajuz! 𝄆 Naša lubimaja maci-Radzima, Viečna žyvi i kvitniej, Biełaruś! 𝄇 Razam z bratami mužna viakami My baranili rodny paroh, U bitvach za volu, bitvach za dolu Svoj zdabyvali ściah peramoh! Prypiew Družba narodaw – siła narodaw – Naš zapavietny, sonečny šlach. Horda ž uźvisiaw jasnyja vysi, Ściah pieramožny – radaści ściah! Prypiew | [mɨ ǀ bʲe̞ɫ̪ärus̪ɨ ǀ mʲirn̪ɨjä l̪ʲud̻͡z̪ʲi ǀ] [s̪e̞rt̻͡s̪äm äd̪ːän̪ɨjä ro̞d̪n̪äj z̪ʲäml̪ʲi \|] [ʂʈ͡ʂɨrä s̪ʲäbruje̞m ǀ s̪ʲiɫ̪ɨ ɣärt̪uje̞m] [mɨw prät̻͡s̪ävʲit̪äj ǀ vo̞l̪ʲn̪äj s̪ʲämji ‖] [prɨpʲe̞w] [s̪ɫ̪äws̪ʲä ǀ z̪ʲäml̪ʲi n̪äʂäj s̪ʲvʲe̞t̪ɫ̪äje̞ imʲä ǀ] [s̪ɫ̪äws̪ʲä ǀ n̪äro̞d̪äw brät̪e̞rs̪kʲi s̪äjus̪ ‖] 𝄆 [n̪äʂä l̪ʲubʲimäjä mät̻͡s̪ʲi räd̻͡z̪ʲimä ǀ] [vʲe̞ʈ͡ʂn̪ä ʐɨvʲi ji kvʲit̪n̪ʲe̞j ǀ bʲe̞ɫ̪ärus̪ʲ ‖] 𝄇 [räz̪äm z̪‿brät̪ämʲi muʐn̪ä vʲäkämʲi] [mɨ bärän̪ʲil̪ʲi ro̞d̪n̪ɨ päro̞x \|] [β̞‿bʲit̪väɣ z̪ä vo̞l̪ʲu ǀ bʲit̪väɣ z̪ä d̪o̞l̪ʲu] [s̪vo̞j z̪d̪äbɨväl̪ʲi s̪ʲt̻͡s̪ʲäx pe̞rämo̞x ‖] [prɨpʲe̞w] [d̪ruʐbä n̪äro̞d̪äw s̪ʲiɫ̪ä n̪äro̞d̪äw] [n̪äʐˑz̪äpävʲe̞t̪n̪ɨ ǀ s̪o̞n̪ʲe̞ʈ͡ʂn̪ɨ ʂl̪ʲäx ‖] [ɣo̞rd̪ä ʐ‿uz̪ʲvʲis̪ʲäw jäs̪n̪ɨjä vɨs̪ʲi ǀ] [s̪ʲt̻͡s̪ʲäx pʲe̞rämo̞ʐn̪ɨ räd̪äs̪ʲt̻͡s̪ʲi s̪ʲt̻͡s̪ʲäx ‖] [prɨpʲe̞w] |

### Rus
| Kirillica | Łatinica |
| --- | --- |
| Мы, белорусы – мирные люди, Сердцем преданные родной земле. Искренне дружим, силы закаляем, Мы в трудолюбивой, свободной семье. Припев: Славься, земли нашей светлое имя, Славься, народов братский союз! 𝄆 Наша любимая мать-Отчизна, Вечно живи и цвети, Беларусь! 𝄇 Вместе с братьями храбро веками Мы защищали родной порог, В битвах за волю, битвах за долю Свое добывали знамя побед! Припев Дружба народов – сила народов – Наш заветный, солнечный путь. Гордо ж возвейся в ясные выси, Знамя победное – радости флаг! Припев | My, bełorusy – mirnyje ludi, Sierdciem priedannyje rodnoj ziemle. Iskriennie družim, siły zakalajem, My v trudolubivoj, svobodnoj siemje. Pripiev: Słavjsia, ziemli našiej svietłoje imia, Słavjsia, narodov bratskij sojuz! 𝄆 Naša lubimaja matj-Otčizna, Viečno živi i cvieti, Biełaruś! 𝄇 Vmiestie s bratjami hrabro viekami My zaščiščali rodnoj porog, V bitvah za volu, bitvah za dolu Svoje dobyvali znamia pobied! Pripiev Družba narodov – siła narodov – Naš zavietnyj, sołniečnyj putj. Gordo ž vozviejsia v jasnyje vysi, Znamia pobiednoje – radosti flag! Pripiev |

### Traducció al català
Nosaltres, els belarussos, som gent pacífica,

Lleials de tot cor a la nostra Terra Mare.

Som amics fidels que creixem i

vivim en una família treballadora i independent.

Tornada:

Glòria al beneït nom de la nostra terra,

Glòria a la unió fraternal dels pobles!

Estimadíssima Terra Mare nostra,

Tingues llarga i pròspera vida, Belarús!

(repetir els dos darrers versos)
Juntament amb els nostres germanes, hem defensat

coratjosament durant segles els límits de casa nostra.

En batalles per la llibertat, i batalles pel nostre terreny

Hem aconseguit un estendard de victòries!
Tornada
L'amistat dels pobles és la força dels pobles

i és el nostre camí sagrat il·luminat pel sol.

Mostrem amb orgull pels cels blaus i clars,

L'estendard de la victòria, la bandera de la llum!
Tornada

### Himne de l'RSS de Belarús
Com a comparació, a continuació es mostra una part de l'himne de l'RSS de Belarús:
| Lletra en belarús: Мы, беларусы, з братняю Руссю Разам шукалі к шчасцю дарог. У бітвах за волю, у бітвах за долю З ёй здабылi мы сцяг перамог! Нас аб’яднала Леніна імя, Партыя к шчасцю вядзе нас у паход. Партыі слава! Слава Радзіме! Слава табе, беларускі народ! (2x) | Transliteració: My, biełarusy, z bratniaju Ruśsiu Razam šukali k ščaściu daroh. Ŭ bitvach za volu, u bitvach za dolu Ź joj zdabyli my ściah pieramoh! Nas abjadnała Lenina imia, Partyja k ščaściu viadzie nas u pachod. Partyi słava! Słava Radzimie! Słava tabie, biełaruski narod! (2x) | Lletra en català: Nosaltres, els belarussos, juntament amb la Rússia fraternal, Busquem camins cap a la fortuna. En la lluita per la llibertat, en la lluita pel destí, Hem aconseguit un estendard ple de victòries. El nom de Lenin ens va unir, El Partit ens guia en l'odissea cap a la felicitat. Glòria al Partit! Glòria a la Terra Mare! Glòria a tu, poble belarús! (2x) |

## Partitura i multimèdia
| Vocal (2002)                                                 |
|                                                              |
| Graviació del 2002 del govern belarús                        |
|                                                              |
| Instrumental                                                 |
|                                                              |
| Gravació del 2002 de la Banda de la Marina dels Estats Units |
|                                                              |

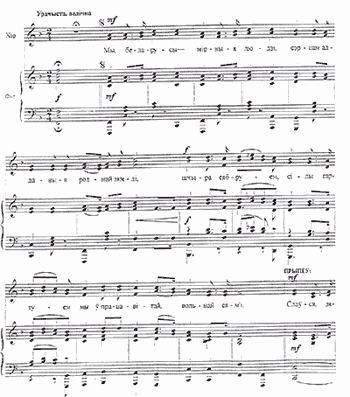
Vocal, pàg. 1
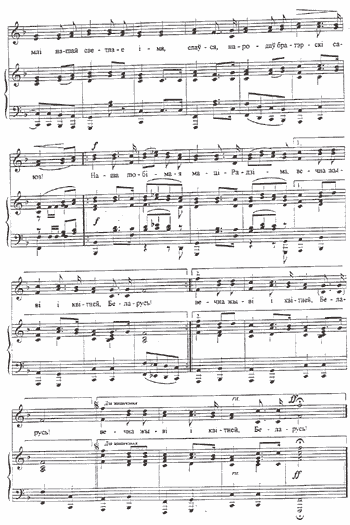
Vocal, pàg. 2
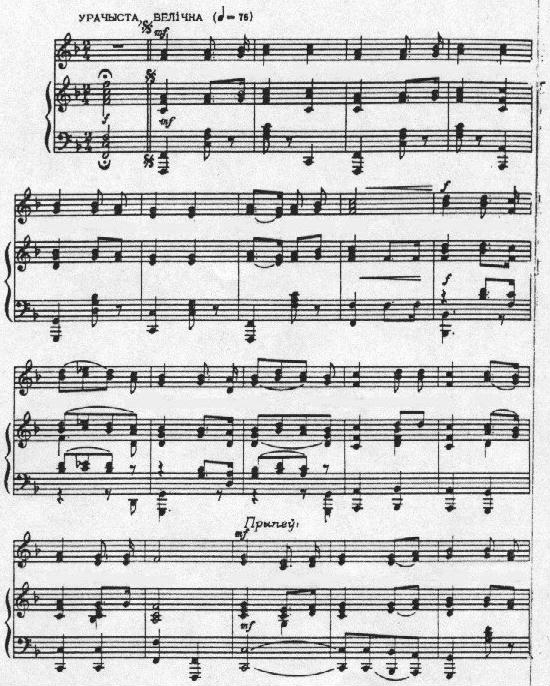
Instrumental, pàg. 1
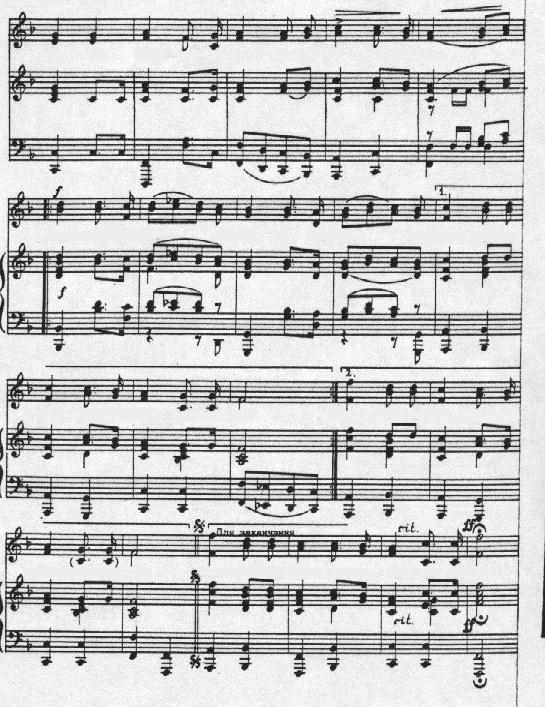
Instrumental, pàg. 2